# Бондарцевия
Бондарце́вия (лат. Bondarzewia) — род грибов, относящийся к семейству Бондарцевиевые (Bondarzewiaceae).
Трутовики, паразитирующие на хвойных и лиственных деревьях. Род характеризуется образованием крупных однолетних плодовых тел, нередко черепитчато налегающих друг на друга, с трубчатым гименофором, а микроморфологически — отчётливо амилоидными спорами с заметно орнаментированными стенками. В России и Европе распространён один вид рода — Бондарцевия плёнчатая (Bondarzewia mesenterica), поражающий хвойные деревья. Наибольшее число видов рода обнаружено в Восточной Азии.

## Описание
Плодовые тела однолетние, шляпочные, с боковой развитой или рудиментарной ножкой, часть встречающиеся сростками или черепитчато налегающие друг на друга. Шляпка половинчатая, вееровидной формы, верхняя её поверхность голая или короткоопушённая, кремовая до жёлто-коричневой, иногда с фиолетово-коричневым оттенком, нередко с концентрическими зонами различной окраски.
Гименофор трубчатый, белого или лимонно-жёлтого цвета; поры сравнительно крупные, по 1—2 на миллиметр, неравные, угловатые или округлые.
Мякоть однородная, от белой до охристой, до 2 см толщиной, при сушке табачно-коричневая.
Гифальная система димитическая: генеративные гифы ветвистые, септированные, скелетные гифы толстостенные, неветвистые, извилистые, асептированные. Цистиды отсутствуют. Базидии тонкостенные, булавовидной формы, четырёхспоровые. Споры бесцветные, шаровидные или почти шаровидные, амилоидные, поверхность с амилоидными рубцами.

## Таксономия и систематика
Род был выделен в 1940 году известным микологом немецкого происхождения Рольфом Зингером (1906—1994). Первоначально Зингер включил в него единственный вид — бондарцевию плёнчатую (под названием Bondarzewia montana (Quél.) Singer). Название Зингер дал роду в честь Аполлинария Семёновича Бондарцева (1877—1968), русского советского миколога и фитопатолога, специалиста по трутовым грибам.
В 2010—2016 годах в роде было описано 9 новых видов, главным образом, из Восточной Азии, причём часть из них были выделены из синонимики ранее описанных видов на основании молекулярно-филогенетических данных.

### Виды
- Bondarzewia berkeleyi (Fr.) Bondartsev & Singer, 1941
- Bondarzewia dickinsii (Berk.) Jia J.Chen, B.K.Cui & Y.C.Dai, 2016
- Bondarzewia guaitecasensis (Henn.) J.E.Wright, 1964
- Bondarzewia kirkii J.A.Cooper, Jia J.Chen & B.K.Cui, 2016
- Bondarzewia mesenterica (Schaeff.) Kreisel, 1984 — Бондарцевия плёнчатая, или бондарцевия горная
- Bondarzewia occidentalis Jia J.Chen, B.K.Cui & Y.C.Dai, 2016
- Bondarzewia podocarpi Y.C.Dai & B.K.Cui, 2010
- Bondarzewia propria (Lloyd) J.A.Cooper, 2016
- Bondarzewia retipora (Cooke) M.D.Barrett, 2016
- Bondarzewia submesenterica Jia J.Chen, B.K.Cui & Y.C.Dai, 2016
- Bondarzewia tibetica B.K.Cui, J.Song & Jia J.Chen, 2016
- Bondarzewia zonata K.Das, A.Parihar & Hembrom, 2015

## Ареал и экология
Паразиты, вызывающие белую гниль хвойных и лиственных деревьев.
Бондарцевия плёнчатая (Bondarzewia mesenterica) распространена в Европе, встречается на хвойных породах, наиболее часто — на лиственнице. Bondarzewia occidentalis — наиболее близкий к ней морфологически вид, поражающий хвойные деревья (ель, тсуга) на северо-западе Северной Америке. Bondarzewia submesenterica — паразит сосны и пихты, распространённый в горных лесах Южного Китая, Bondarzewia tibetica — паразит ели из Тибета, а Bondarzewia podocarpi известна только из Хайнаня, где растёт на дакрикарпусе. Bondarzewia zonata обнаружена на еловом пне в Северном Сиккиме. Bondarzewia propria встречается в Новой Зеландии, поражает агатис и дакридиум.
Bondarzewia berkeleyi — широко распространённый в Северной Америке вид, произрастающий на широколиственных породах, как правило, предпочитая дуб. Bondarzewia dickinsii — вид, произрастающий на широколиственных породах (дуб, каштан) в Восточном Китае и Японии. Bondarzewia kirkii встречается на различных широколиственных деревьях (нотофагус, дизоксилюм, витекс) в Новой Зеландии. Bondarzewia guaitecasensis встречается на юге Южной Америки на нотофагусе. Bondarzewia retipora известен только из Квинсленда, предположительно, с широколиственного дерева.